# Alan Kováč
Alan Kováč (sinh 22 tháng 5 năm 1993) là một cầu thủ bóng đá Slovakia hiện tại thi đấu cho Dunajská Streda ở vị trí tiền đạo.

## Sự nghiệp câu lạc bộ

### ŠK Slovan Bratislava
Kováč ra mắt tại Corgoň Liga cho ŠK Slovan Bratislava ngày 31 tháng 5 năm 2014 khi vào sân từ ghế dự bị thay cho Pavel Fořt trước FC Spartak Trnava.